# ABBA Live
ABBA Live è un album dal vivo del gruppo musicale svedese ABBA, pubblicato nel 1986. 

## Tracce
Testi e musiche di Benny Andersson e Björn Ulvaeus eccetto dove indicato.
1. Dancing Queen – 3:42 (B. Andersson, Stig Anderson, B. Ulvaeus)
2. Take a Chance on Me – 4:22
3. I Have a Dream – 4:23
4. Does Your Mother Know – 4:09
5. Chiquitita – 5:21
6. Thank You for the Music – 3:40
7. Two for the Price of One – 3:31
8. Fernando – 5:22
9. Gimme! Gimme! Gimme! (A Man After Midnight) – 3:17
10. Super Trouper – 4:23
11. Waterloo – 3:34 (B. Andersson, S. Anderson, B. Ulvaeus)

Tracce bonus nell'edizione CD
1. Money, Money, Money – 3:20
2. The Name of the Game/Eagle – 9:37 (B. Andersson, S. Anderson, B. Ulvaeus)
3. On and On and On – 4:01